# Університет Валансьєна
Університет Валансьєна (фр. Université de Valenciennes et du Hainaut - Cambrésis) — відносно маленький університет, заснований в 1968 році. Він розташовується в трьох містах — Валансьєн, Камбре та Мобеж. В університеті навчається 10 300 студентів. Входить до складу університетської спілки «Лілльський університет».

## Структура
Університет складається з таких підрозділів:
- Інститут технічних наук (Institut des Sciences et Techniques de Valenciennes)
- Університетський технологічний інститут (Institut universitaire de technologie de Valenciennes)
- Факультет спорту (Faculté des Sciences et des Métiers du Sport)
- Національна вища школа інженерів інформатики, автоматики, механіки, енергетики, електроніки (École nationale supérieure d'ingénieurs en informatique automatique mécanique énergétique électronique)
- Факультет філології, мов, мистецтв та гуманітарних наук (Faculté des Lettres, Langues, Arts et Sciences Humaines)
- Факультет права, економіки і управління (Faculté de Droit, d'Economie et de Gestion)
- Інститут підготовки загальної адміністрації (Institut de préparation à l'administration générale)
- Інститут підприємницького управління (Institut d'administration des entreprises)